# Fujifilm X-Pro2
Fujifilm X-Pro1
Le Fujifilm X-Pro2 est un appareil photographique hybride au format APS-C annoncé en janvier 2016,,,,. Il fait partie de la série X d'appareils photo de Fujifilm, le successeur du X-Pro1. Les ventes ont commencé le 3 mars 2016.

## Caractéristiques
- Capteur APS-C X-Trans CMOS III  de 24,3 Mégapixels
- Compatible avec les objectifs à monture Fujifilm X
- Sensibilité 200–12800 ISO, extensible jusqu'à ISO 100–51200 ISO
- Vidéo Full-HD 1080p à 60 im./s
- Viseur hybride OLED/optique
- Obturateur mécanique 1/8000 s
- Double emplacement de cartes mémoires (une première pour un appareil photo hybride)